# トロピコ
『トロピコ』(Tropico) は、アメリカのソフト会社PopTop Software制作のシミュレーションゲーム。プレイヤーは、カリブの島国の大統領（プレシデンテ）となって島の治世全般を行う。一般的なミニスケープ（箱庭ゲーム）の特徴に加え、独特の政治力学が発生する、政権シミュレータとしての要素が最大の魅力となっている。

## ゲーム内容
プレイヤーは島の大統領（プレシデンテ）となり、1950年からおよそ50年にわたる島の治世を行う。シムシティなどの大規模都市ゲームとは異なり、500人前後の島を経営する小さなスケールのゲームであるが、それ故に島民一人一人に家族・生活・考えがあり、島を発展させつつ、島民の満足も満たさねばならない。約10年に一度行われる選挙に落選するか暴動、反乱やクーデター等で大統領府が破壊されると、その時点でゲームオーバーになる。規定のシナリオを楽しむのも良いが、ランダムマップ生成で、観光客であふれる南の楽園から軍国主義の島まで、半永久的プレイが可能。米ソ冷戦構造下の中南米を思わせる舞台設定となっている。

## 特徴
ゲーム中はサルサが流れるほか、細かい住民のアニメーションや書き込まれた建築物などカリブの雰囲気を押し出している。
ゲーム内のテキストは真面目一辺倒ではなく、とぼけたブラックジョークの味わいが含まれる。「メディアを動員して国民を洗脳する」、「選挙にて不正投票を行う(選挙自体を行わない選択も可)」、「反体制派を秘密警察に暗殺させる」、「国家予算を自分のスイス銀行口座に送金し私腹を肥やす」など、といった選択を可能とする。
またシミュレーションゲームとしてのプレイ幅も広く、観光資源を中心とした楽園の島から統制の効いた軍国主義の島まで、好きなようにプレイできる。
ミニスケープの多くのゲームがそうであるようにゲーム内時間という概念があり、それは概ね1プレイでは最大で人の寿命と同スケールの50年程度であるが目標達成後も継続することは可能である。

### 経済
生産手段を独占したモデルになっており、施設を建設することで職場が作られる。プレイヤーが作らなくとも作成される施設は、住居の確保が出来なかった住人が勝手に建てる小屋のみであり、これを防ぐことも重要な政策目標の一つとなる。産業は、原材料の生産、工業、観光・サービス業、そしてインフラに属する物があり、収入は輸出を行う、もしくはサービス業の利用代金として入る。外国とは移民が出入国し、輸出輸入（輸入は、トロピコ4で追加）を行う他に、観光客を受け入れるという関係である。プレイヤーはある職場の従業員について賃金を調節、解雇したり職場を縮小することはできるが、特定の人物を特定の職場に配置することはできない。賃金の調節によってその職場へ呼び込むことになる。従業員の男女制限のある職場は多く、また学歴制限のある職場もあり、学歴制限のある職場はそこに就職できる人材を金を使って海外から呼び寄せることができる。
施設は国庫にある資金を使って建設するが、すぐに作られるわけではなく完成時期は建設作業員の数や施設の大きさに依存する。基本的に外国から資金を借りて建設することは出来ない（シナリオのイベントとして実装されていることはある）。何も建設しなくても、労働者に払う賃金などにより資金は減っていき国庫が赤字になることがある。その赤字がかさむと世界銀行の指導によるという設定で労働者の賃金の上限が制限される。また、いくつかの手段で国庫から自分のスイス銀行の口座へ資金を移し私腹を肥すことができる。スイス銀行は特徴に「清廉潔白」があると使用不可能。一度スイス銀行の口座に入った資金は国庫に戻すことはできない。口座に移した資金はクリア時のポイントになる（ゲーム開始時の目標によって倍率が変動）。

### 住民
住民は一定の期間内に食糧、住居、娯楽、宗教、雇用等の欲求を満たす必要がある。それらを生み出す施設を適切に配置しないと、それを求めて島の中を動き回り生産性が低下する。食糧の要求が満たされないと餓死し、住居の要求が満たされないと、勝手に小屋を作り景観を悪化させる。
各住人の思想傾向は6つに分けられ、それが選挙の投票行動や、職業選択、政策への満足度に影響する。政策に満足しないと働かずにストライキを起こしたり森に隠れてゲリラとなり反乱を起こす。特に軍人が政策に満足しない場合はクーデターを起こす。反乱やクーデターは軍人がその参加者を殺すことにより鎮圧することとなる。
共産主義
収入や社会サービスの公平な分配を重視し農業、鉱業を好む。外交においては親ソ連。
資本主義
高い技能を持つ人への待遇を重視、工業や観光を好む。外交においては親アメリカ。
軍国主義
統制を重視し、軍人や警官になりたがる。
環境保護論者
見た目の美しさ、環境を重視。工業等の汚染を増やす産業を好まない。
知識人
学歴の底上げによる国家の振興をはかる。学校を建てると喜ぶ。反逆しやすい。
宗教派閥
道徳を重視。教会を建てると喜ぶ。ふしだらな娯楽を好まない（といっても、その手の娯楽施設を利用しないわけではない）。

### 大統領
プレイヤーは大統領（プレシデンテ）として島を統治することになる。ゲーム開始時に大統領の特性と欠点を設定しなければならず、それによってボーナスがついたりする（その逆もある）。また、大統領の顔を選択することもでき、それは特性パラメータのデフォルト値を決定する。以下のような実在の指導者たちから選ぶことができる。
- チェ・ゲバラ
- フィデル・カストロ
- エバ・ペロン（エビータ）
- マクシミリアーノ・エルナンデス・マルティネス
- ビオレタ・チャモロ
- フランソワ・デュヴァリエ（パパ・ドク・デュヴァリエ）
- ファン・ペロン
- アウグスト・ピノチェト
- アントニオ・サラザール
- アナスタシオ・ソモサ・ガルシア
- マヌエル・ノリエガ
- アルフレド・ストロエスネル
- ラファエル・トルヒーヨ

## カスタムシナリオ
パッケージ内のマニュアルには記載されていないが、チート用のキーシーケンスが定義されていて資金等を調節したりマップを編集することが出来る。サポートしないという条件で、メーカーからそのキーシーケンスとともにシナリオコンパイラが公開されていてテキストでシナリオを書き、編集したマップと結びつけることで、自分でシナリオを作って無償でネット上にのみ公開することが可能である。（メディアに入れて配ってはいけないと書かれている）

## シリーズ
トロピコ 完全日本語版（原題：Tropico）
最初に発売されたトロピコ。国内版は2001年12月6日にマイピックより発売。後に廉価版も発売された。完全日本語版はプレシデンテの秘書官を声優の江原正士が吹き替えている。
トロピコ 〜パラダイスアイランド〜（原題：Tropico：Paradise Island）
トロピコ プラス〜パラダイスアイランド〜（原題：Tropico：Mucho Macho Edition）
トロピコの拡張パック。プラスは完全日本語版と拡張パックが同梱されたセット。2002年8月22日にマイピックより日本語版発売。開発元はPopTopではなく、Breakaway Gamesとなっている。追加要素は以下の通り。
- 観光客：学生観光客、エコツーリスト
- 建物：コンドミニアム、映画館、家具工場、マリーナ、免税品店、自然保護区、プレジデンテ幼少期の家、美術館、温室、テニスコート、ミニゴルフ、遺跡発掘現場、陸軍基地、地下牢
- 建物の回転が可能に（一部不可）
- プレジデンテの属性が増えた
- 新規シナリオ
- 新規BGM
- ランダムイベント

トロピコ 2 〜海賊の島〜（原題：Tropico 2：Pirate Cove）
開発元は1とは異なり、Frog City Softwareが担当している。同じゲームエンジンを使っているが、こちらは海賊島経営ゲームとなっており、そのゲーム性は全く異なっている。
トロピコ3（原題：Tropico 3）
トロピコ1のリメイク。3Dグラフィックになった。開発元は1、2作目と異なるHaemimont Games。本作以降は発売元がカリプソ・メディアになった。Windows版は2009年10月21日発売（日本語版はズーより2010年6月25日発売）。Xbox 360版は2010年2月16日発売（日本語版はラッセルより2010年5月20日発売）。英語版はAbsolute Powerという拡張版と、本体＋拡張版のGold Editionが発売済み。
トロピコ3 アブソルートパワーエクスパンションパック（原題：Tropico 3：Absolute Power）
トロピコ3 ゴールドエディション（原題：Tropico 3：Gold Edition）
トロピコ3の拡張パック。ゴールドエディションは完全日本語版と拡張パックが同梱されたセット。日本語版は2010年12月29日にズーより発売。新規シナリオや建物の追加に加えて新たな派閥勢力として政府支持者が追加された。
トロピコ4（原題：Tropico4）
トロピコ3の続編。トロピコ3をベースに改良や追加要素を加えている。Xbox 360の日本語版は2012年1月26日にラッセルから、Windows版は2012年2月24日にズーから発売されている。EU、中国、中東といった新たな大国との外交と貿易、資源の輸入、自然災害の発生といった新要素が加わっている。
トロピコ4 モダンタイムス（原題：Tropico 4：Modern Times）
トロピコ4 ゴールドエディション（原題：Tropico 4：Gold Edition）
トロピコ4の拡張パック。日本語版はXbox 360からはラッセルより2012年11月7日に『トロピコ4 ゴールドエディション』内に、翌8日に単品版がダウンロード販売（Xbox Game on Demand）で、PCからはズーより11月30日に発売。冷戦終結後から現代の世界をベースとしたキャンペーンと建物が追加され、年代を経るごとに既存の建物の近代化や新たな建物の建築が可能となる要素が追加されている。
トロピコ5（原題：Tropico5）
2015年4月23日発売。本作以降、日本語版はスクウェア・エニックスから発売されている（Xbox 360及びPlayStation 4向けに2015年4月23日発売）。時代の変化とDynasty（王朝）の要素が加わり、島の支配者の一族を率いて、世代を超えて植民地から大国へと島を発展させていくことになる。また、最大四人でのマルチプレイにも対応する。ペヌルティーモ大統領補佐官は初代トロピコの秘書官と同様に江原正士が吹き替えている。公式トレーラーやゲーム雑誌において「独裁国家運営シミュレーション」と謳われている。
トロピコ6（原題：Tropico6）
2019年3月29日発売。PlayStation 4版とXbox One版は2019年9月27日に発売（日本語版はPlayStation 4版のみ）。Nintendo Switch版は2020年11月6日（日本語版は2021年4月22日）に発売。開発元はLimbic Entertainment。群島システムや他国のモニュメントを盗んで島に設置するといった新要素に加え、選挙演説などの過去シリーズの要素を復活させている。また、今作のNintendo Switch版より2020年10月に設立されたカリプソ・メディア・ジャパンがローカライズ・発売を担当することとなり、それに先駆け日本国内におけるPlayStation 4版の販売権をスクウェア・エニックスから取得し、2021年3月からはカリプソ・メディア・ジャパンが直接取り扱う形となった。これにより、2021年6月からWindows版においても日本語版が配信されるようになった。また、国内Xbox One版は2021年6月頃に、日本法人ではなくカリプソ・メディアから配信自体はされていたが、日本語に非対応だった。しかし、日本国内版発売から約1年後の2022年5月頃に日本語追加のアップデートが実施され日本語に対応した。

## BGM
Daniel Indartによるオリジナルアルバムが3枚発売されている。それぞれ、ゲーム中の音楽の別テイクのものが収録されており、ゲーム中の音楽をより楽しめる構成となっている。
- TROPICO THE MUSIC
- TROPICO PARADISE ISLAND THE MUSIC
- TROPICO 2 PIRATE COVE THE MUSIC